# James Bremer

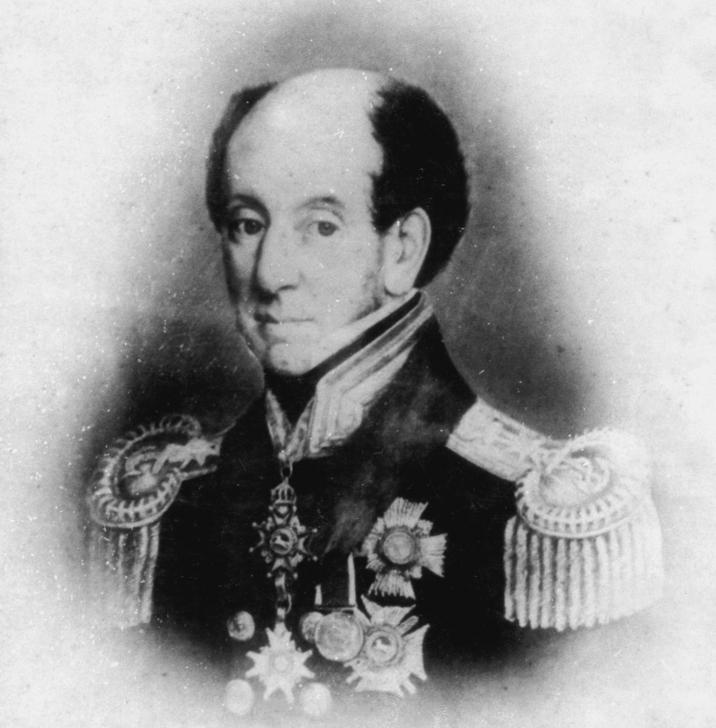
James Bremer

Sir James John Gordon Bremer (* 26. September 1786; † 14. Februar 1850 in Compton, England) war ein Konteradmiral der britischen Royal Navy. Er war im Ersten Anglo-Birmanischen Krieg und im Ersten Opiumkrieg beteiligt.

## Karriere

### New South Wales
Im Juli 1824 erreichte Bremer als Kapitän der HMS Tamar Sydney. Im August segelte er nach Melville Island, um dort die Siedlung Fort Dundas zu gründen. Der Bremer River in Queensland wurde im selben Jahr vom Entdecker John Oxley nach dem Vizeadmiral benannt. Die Bremer Bay in Westaustralien  erhielt ihren Namen von John Septimus Roe, dem ersten Surveyor-General (Staatlicher Landvermesser) von Westaustralien. Roe diente unter Bremer von 1824 bis 1827 an Bord der Tamar.
1838 gründeten die Briten die Siedlung Port Essington im Northern Territory. Die Siedler mussten mit vielen Schwierigkeiten kämpfen. Nachdem sie sich schon zuvor von der niederländischen Kolonie auf Kisar mit Nahrungsmitteln versorgt hatten, brachten sie Anfang 1839 Wasserbüffel, Timor-Ponys und einige englische Zeitungen von der portugiesischen Kolonialhauptstadt Dili auf Timor nach Port Essington. Am 13. Februar besuchte Bremer als britischer Kommandant an Bord der HMS Britomart nochmals Dili, um sich die weitere Hilfe des portugiesischen Gouverneurs zu sichern. Auch wenn Port Essington von den Briten bereits 1849 wieder aufgegeben wurde, bedeutete die Erneuerung der Allianz mit den Briten für Portugal eine zusätzliche Unterstützung gegen den Expansionsdruck durch die Niederländer in dieser Region.
Bremer Island im Norden Australiens trägt ebenfalls seinen Namen.

### China

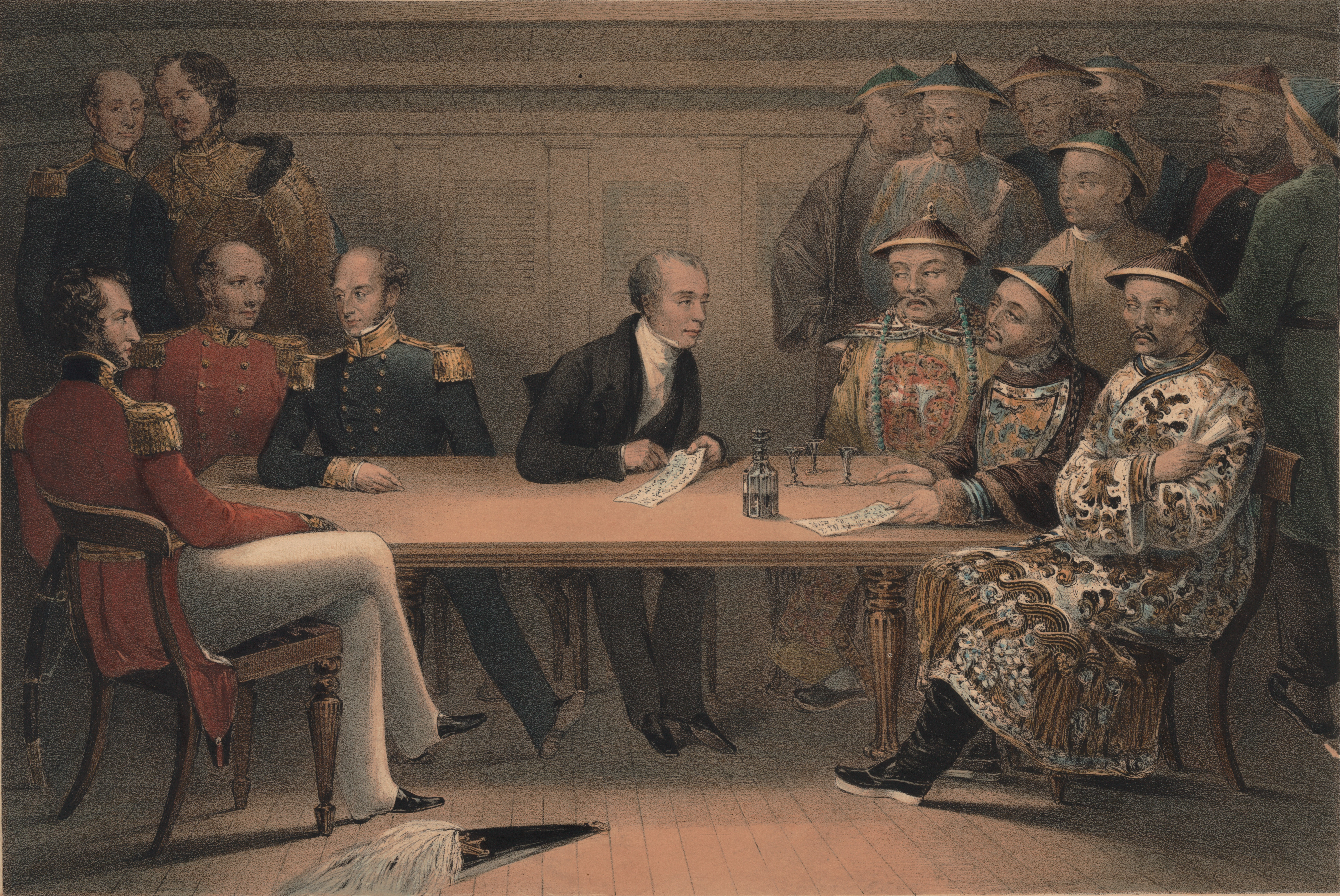
Konferenz zwischen Comodore Bremer und Admiral Chang, dem chinesischen Gouverneur von Chusan und obersten Mandarin an Bord der HMS Wellesley am 4. Juni 1840

Nach dem Tod von Frederick Lewis Maitland im November 1839, übernahm im Ersten Opiumkrieg Kommodore Bremer den Oberbefehl der East Indies and China Station, eines Geschwaders der Royal Navy, bis Admiral George Elliot im Juli 1840 eintraf. Als dieser aus gesundheitlichen Gründen im November 1840 nach Großbritannien zurückkehrte, übernahm Bremer erneut das Kommando über das Geschwader, bis ihn im August 1841 Admiral William Parker ablöste. Am 26. Januar 1841 nahm Bremer Hong Kong Island am Possession Point für die britische Krone in Besitz. Am 1. Februar veröffentlichte er mit dem Generalbevollmächtigten Charles Elliot eine Proklamation an die Einwohner, die die Insel zum britischen Territorium erklärte.

## Auszeichnungen
- Royal Guelphic Order
- Order of the Bath